# Lili Meeuwisse
Lili Wabeke-Meeuwisse (Den Haag, 26 mei 1959) is een voormalige Nederlandse roeister. Ze vertegenwoordigde Nederland bij verschillende grote internationale wedstrijden. Eenmaal nam ze deel aan de Olympische Spelen in het onderdeel dubbelvier met stuurvrouw, en daar eindigde ze op de zesde plaats.
In 1980 maakte Meeuwisse haar olympisch debuut op de Olympische Spelen van Moskou. Op het onderdeel dubbelvier met stuurvrouw kwalificeerde ze zich met een tijd van 3.25,64 voor de finale, waar ze de zesde plaats behaalde in 3.22,64.
Meeuwisse is erelid van de Haagse roeivereniging De Laak.

## Palmares

### Roeien (dubbeltwee)
- 1985: 7e WK - 7.18,56

### Roeien (dubbelvier met stuurvrouw)
- 1978: 5e WK - 3.34,78
- 1979: 7e WK - 3.12,96
- 1980: 6e OS - 3.22,64

Ineke Donkervoort · 
Lili Meeuwisse · 
Greet Hellemans · 
Jos Compaan · 
Monique Pronk (stuurvrouw)